# Mesepa
Mesepa – wieś w Samoa Amerykańskim (Dystrykt Zachodni); na wyspie Tutuila; 444 mieszkańców (2010).